# 福利亚尼塞
福利亚尼塞（義大利語：Foglianise），是意大利贝内文托省的一个市镇。总面积11.75平方公里，人口3550人，人口密度302.1人/平方公里（2009年）。ISTAT代码为062030。